# ماونت برایر (مریلند)
ماونت برایر (به انگلیسی: Mount Briar) یک منطقهٔ مسکونی در ایالات متحده آمریکا است که در مریلند واقع شده‌است. ماونت برایر ۱۶۰ نفر جمعیت دارد.